# Tekstualna poruka
Za više detalja pogledajte SMS.
Tekstualna poruka je čin komponovanja i slanje kratku elektronsku poruku, između dva ili više mobilnih telefona ili fiksne ili prenosive uređaje preko telefona mreže.
Termin je prvobitno iz poruke poslate korišćenjem SMS. Izrasla je da obuhvati poruke koje sadrže slike, video i audio sadržaja (poznat kao MMS poruke). Pošiljaoca tekstualne poruke je poznat kao TeKSTeR, dok sama služba ima drugačije kolokvijalizam a u zavisnosti od regiona. Jednostavno se može naziva tekst u Severnoj Americi, Velikoj Britaniji, Australiji, Novom Zelandu i Filipinima, kao SMS u kontinentalnoj Evropi i TMS ili SMS na Bliskom istoku, Africi i Aziji.

## Spoljašnje veze
- „SMS, the strange duckling of GSM” (PDF). Архивирано из оригинала 25. 09. 2007. г. Приступљено 20. 01. 2017. (101 KB)
- The London Text and MSN Dictionary
- „Text messages helped Kenyans with HIV”. CBC News. 9. 11. 2010. Архивирано из оригинала 2010-11-15. г. Приступљено 2017-01-20.